# Sint Hubert

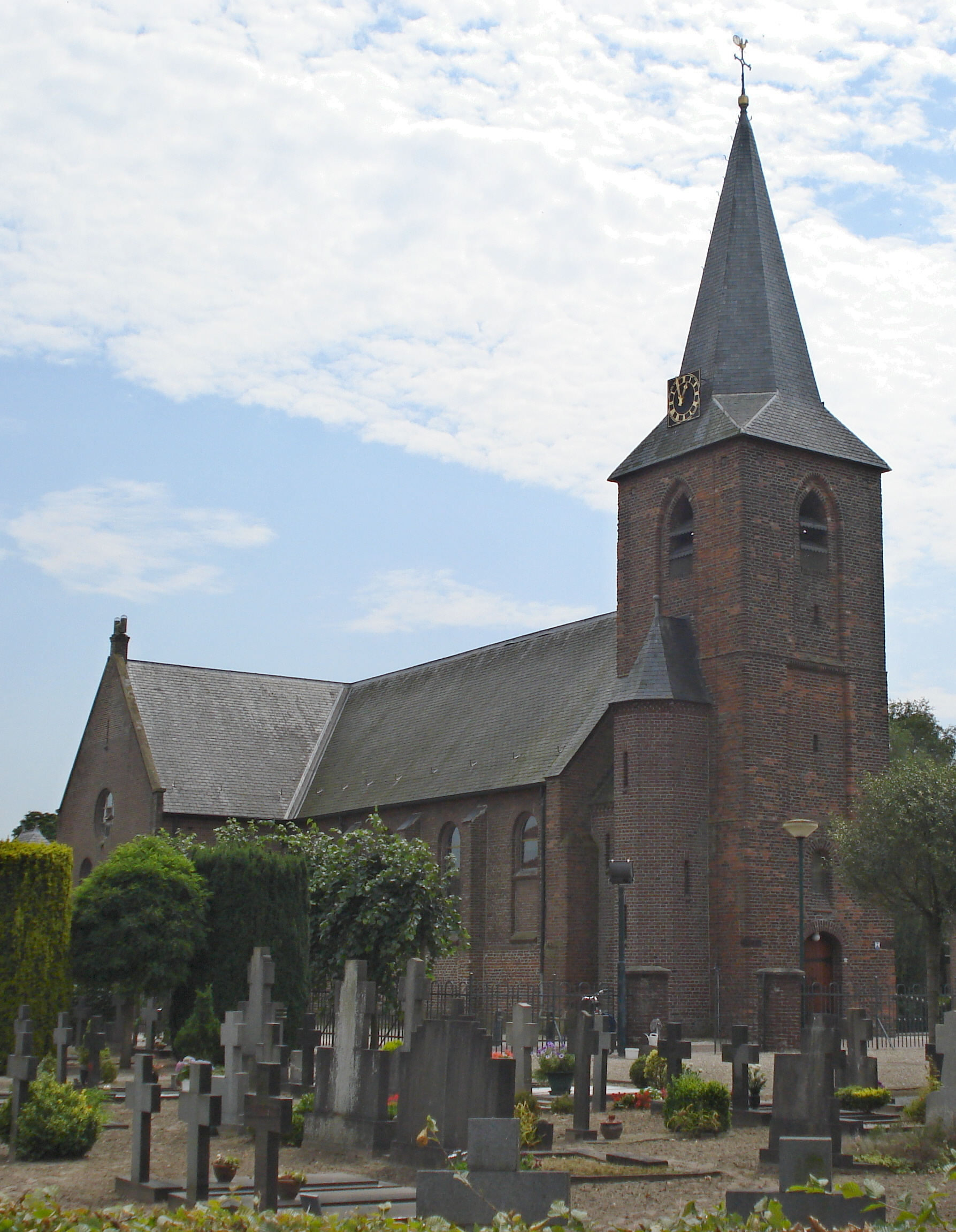
Kerk van de Heiligen Hubertus en Barbara

Sint Hubert is een dorp dat deel uitmaakt van de gemeente Land van Cuijk, die vanouds behoort tot het Land van Cuijk. Op 1 januari 2023 telde het dorp 1.420 inwoners, verdeeld over 628 woningen, met een gemiddelde WOZ-waarde van € 358.000, op een oppervlakte van 8,32 km².
De plaats is genoemd naar Hubertus van Luik. Tot 1 januari 2022 maakte Sint Hubert deel uit van de voormalige gemeente Mill en Sint Hubert.

## Geschiedenis
In de Frankische tijd werd op deze plaats een abdij gesticht. Sint Hubert maakte altijd deel uit van de parochie Mill. In 1459 was er voor het eerst sprake van een kapel die bediend werd door de paters van de Norbertijnerabdij van Mariënweerd te Beesd. Zij leverden de rector van de kapel. In 1648 werd de kerk genaast maar, aangezien er geen protestanten woonden in Sint Hubert, werd de kerk gebruikt als opslagplaats voor turf en klein gereedschap. Tot 1673 was de uitoefening van de katholieke eredienst zelfs geheel verboden, waarna zij een schuurkerk mochten gebruiken. In 1796 kregen de katholieken hun kerk terug en werd Sint Hubert een zelfstandige parochie, maar tot 1818 leverden de Norbertijnen nog de pastoor.

## Bezienswaardigheden
- Kerk van de Heiligen Hubertus en Barbara.
- Oude pastorie, nabij de kerk.
- Het ensemble kerk, pastorie en begraafplaats vormt een verstild hoekje in het dorp.
- Bronzen beeld: De IJzerbroekwerker, van Marian van Puyvelde, uit 1994. Het refereert aan Het IJzerbroek, halverwege tussen Sint Hubert en Haps, waar omstreeks 1825-1860 ijzeroer is gedolven met behulp van pikhouwelen, want het was zeer hard materiaal. Het betreft een mogelijk wijstverschijnsel.
- Bronzen beeld Dalende Vlucht, van Jonneke Kodde, uit 1994.
- Bronzen beeld Boodschappen, van Gerard Brouwer, uit 1994.
- Heilig Hartbeeld, ingewijd 8 juni 1920 ter ere van het zilveren priesterfeest van pastoor Jacobs.
- De Heimolen, een ronde stenen beltmolen uit 1878.
- Mariakapel, gebouwd door Heemschut Sint Huybert vanaf 1997-2003. Een eenvoudig rechthoekig bakstenen gebouwtje met pannengedekt zadeldak, waarin zich een gipsen Mariabeeld bevindt.
- Klooster en parochie van de Heilige profeet Elias, Nimrod 15. Dit Russisch-Orthodox klooster werd in 1972 gesticht door archimandriet Pachom (Ruud-Jan van Neerven) (1935-2007), beter bekend als Vader Pachom, die het tot juli 1997 leidde, eerst als hegoumen en vanaf 1994 als archimandriet (abt).[3] Vader Pachom vestigde zich in Sint Hubert met als doel uitsluitend een kloostergemeenschap te stichten, maar al snel vormde zich om het klooster een van de weinige Russisch-orthodoxe parochies in Nederland. In 1997 moest Pachom zich vanwege zijn gezondheid terugtrekken. Het klooster werd daarna geleid door de uit Hoensbroek afkomstige Vader Boris (Chapchal) tot zijn overlijden op 5 september 2021.

## Natuur en landschap
Sint Hubert ligt in landelijk agrarisch gebied nabij het beekdal van de Lage Raam. Dit is een relatief laaggelegen broekgebied, dat zich over vele kilometers voortzet langs de oostrand van de Peel. Er werd veel ijzeroer gevonden. Ten westen van het dorp bevindt zich natuurgebied Molenheide, een uitloper van het Peelgebied. Een wandelroute volgt het voormalige spoortracé van het zogenoemde Duits Lijntje.

## Bevolkingsontwikkeling
| Jaar* | Aantal inwoners |
| ----- | --------------- |
| 1995  | 1.530           |
| 1997  | 1.530           |
| 1999  | 1.540           |
| 2000  | 1.560           |
| 2001  | 1.600           |
| 2002  | 1.610           |
| 2003  | 1.630           |
| 2004  | 1.630           |
| 2005  | 1.620           |
| 2006  | 1.620           |
| 2007  | 1.590           |
| 2008  | 1.590           |
| 2009  | 1.580           |
| 2010  | 1.580           |
| 2011  | 1.545           |
| 2012  | 1.540           |
| 2013  | 1.508           |
| 2014  | 1.496           |
| 2015  | 1.476           |
| 2016  | 1.456           |
| 2017  | 1.424           |
| 2018  | 1.423           |
| 2019  | 1.427           |
| 2020  | 1.420           |
| 2021  | 1.435           |
| 2022  | 1.420           |
| 2023  | 1.420           |

* Het aantal inwoners op 1 januari. De cijfers zijn tot en met het jaar 2009 aselect afgerond op tientallen. Vanaf het jaar 2010 t/m 2012 zijn ze aselect afgerond op vijftallen. Vanaf 2013 zijn de cijfers niet afgerond.

## Verenigingen
| Sport  | Faciliteiten     | Vereniging                  |
| ------ | ---------------- | --------------------------- |
| Tennis | 2 kunstgrasbanen | Topio - locatie Sint Hubert |

- Badmintonclub Witrodewi (opgericht in 1986)[5]
- Carnavalsvereniging de Bokken
- Duikclub Loligo St Hubert
- Dweilorkest “Engsele”
- Gilde St Barbara
- Harmonie Ons genoegen
- Heemschut St Huybert[dode link]
- Koor: Gezelligheidskoor Vals Plat
- Koor: Kerkkoor St. Hubert
- Motorclub de Bokkenrijders
- MotorToerClub Efkes Weg
- Musicalgroep DèDieDèDoen
- Ouderengymnastiek groep
- Ouderenvereniging: Katholieke Bond van Ouderen (KBO) St. Hubert
- Schutterij St. Hubertus
- Tennisclub Topio - locatie Sint Hubert (in 2024 is Tennisclub Sint Hubert, welke was opgericht in 1984, gefuseerd met Topio uit Mill tot Topio)[6]
- Voetbalvereniging SV DWSH'18 (in 2018 ontstaan uit een fusie met De Willy's uit Wilbertoord)
- Volksdansgroep KVO
- Volleybalclub Servo (opgericht in 1977; vanaf 2002 tevens gymclub)
- Vrouwenvereniging Vrouwen van Nu St. Barbara
- Stichting Kreatief ontmoetingscentrum

Voormalige verenigingen
- Gymclub Koprol (in 2002 samengegaan met Volleybalclub Servo)[7]
- Voetbalvereniging SC St. Hubert (opgericht in 1964, in 2018 gefuseerd met De Willy's uit Wilbertoord tot SV DWSH'18)

## Nabijgelegen kernen
Mill, Wilbertoord, Wanroij, Haps